# Spomen-park Šubićevac
Spomen-park Šubićevac (poznat i pod imenom Spomen-park strijeljanih i spomenik Radi Končaru i drugovima) je memorijalni park u Šubićevcu, predjelu grada Šibenika, gdje su talijanski fašisti od 1941. do 1943. godine vršili strijeljanja mnogih rodoljuba i antifašista. Spomen-park je svečano otvoren 1962. godine. Autori spomenika unutar parka su kipar Kosta Angeli Radovani i arhitekt Zdenko Kolacio.

## Povijest
Šibenik su 15. travnja 1941. godine okupirale talijanske fašističke snage. U šibenskom zatvoru je do kapitulacije Italije bilo zatvoreno do 6300 ljudi iz Dalmacije, od kojih je 200 bilo osuđeno na smrt. Njih 43 bilo je strijeljano na Šubićevcu. Dana 22. svibnja 1942. godine, fašisti su na istom mjestu strijeljali Radu Končara i još 25 antifašista.
Poslije rata, prostor je uređen u spomen-park, a 1961. godine podignut je spomenik Radi Končaru i drugovima. Na dvadesetu godišnjicu strijeljanja Končara i 25 antifašista, 22. svibnja 1962. godine, spomen-park je bio svečano otvoren.
Od 1990-ih, spomen-park je zapušten i polagano propada. Godine 2009., sprovedena je akcija čišćenja spomen parka od grafita.

## Opis parka
Na ulazu u park stoji brončani reljef s prikazom skupine od jedanaest ljudskih figura, postrojenih uza zid, u prizoru i stavu čekanja na strijeljanje. Pokraj figura stoji vijoreća zastava s motivom petokrake zvijezde.
Središnji motiv unutar parka je spomenik Radi Končaru i drugovima. Podignut je 1961. godine. Kosta Angeli Radovani je spomenik ostvario u obliku kristaličnog stupa s predodžbom ljudske figure, ali u čistoj geometrijskoj shematici. Spomenik je čista pročišćena forma što djeluje snagom volumena i oštrim lomovima svjetla na rezanim bridovima mase.
Iza spomenika stoji red od desetak betonskih stupova za koje su fašisti vezivali svoje žrtve i zatim ih strijeljali.

### Spomen-ploče
Na putu do središnjeg spomenika, uz stazu se nalaze tri spomen-kamena na kojima su uz prigodne stihove ispisana i imena više grupa strijeljanih. Podignuti su 22. svibnja 1978. godine.
Tekstovi na pločama:
| Ako si zastao, daleki neznani druže, i pogled ti slučajno na ovo mjesto pao, i kamen i zemlja šaptat će poruku: za tvoje proljeće - život svoj sam dao Kresović Lazo Vojin, Kresović Stanko Spasin Lazunica Stevan Lazin, Mandić Jovan Todorov Mandić Milan Stevanov, Matijević Miloš Savin Mijalica Đuro Jovin, Mijalica Stevan Ilijin Mišković Luka Vidov, Tomašević Obrad Savin Strijeljanima od talijanskih fašista 1942. godine u znak sjećanja spomen znamen postavi narod Šibenika 22. svibnja 1978. |  |  |  | Ovdje su pucali u grudi Partije, ali nisu uspjeli zatrti sjeme njeno, slobodarski Šibenik pamti sve: nitko nije zaboravljen i ništa nije zaboravljeno Belamarić Ante Vladin, Bujas Mate Antin Junaković Dragomir Stipin, Lasić Ivica Antin Šantić Ante Petrov, Višić Blaž Stipin Vrljević Duško Milošev Strijeljanima od talijanskih fašista 1941. godine u znak sjećanja spomen kamen postavi narod Šibenika 22. svibnja 1978. |  |  |  | Mrtvi vojnici Partije u stroj uzalud vam fašisti sasuše plotune u prsa u glavu nema smrti što bi priječila da san komunista šiklja u javu Rade Končar, Feđa Borozan, Ignacije Brajević, Božo Dumanić, Jozo Dumanić, Paško Dumanić, Milivoj Jelaska, Života Katunalić, Dušan Kažimir, Ivo Kovačić, Jozo Kuzmić, Vojko Matošić, Stjepan Polić, Ante Poljičak, Božo Puljas, Nikola Purišić, Ante Radica, Jozo Ružić, Josip Siriščević, Petar Siriščević, Vicko Siriščević, Nikola Trebotić, Ante Vrdoljak, Karlo Vušković, Duje Žegarac, Nikola Žitko U spomen strijeljanih splitskih komunista što ih talijanski fašisti zločinački pobiše 22. svibnja 1942. ovaj spomen kamen podiže narod Splita 22. svibnja 1978. |

## Galerija fotografija
- Spomenik u čast strijeljanim partizanima i simpatizerima NOP-a (Kosta Angeli Radovani)
- Prilaz središnjem spomeniku
- Središnji spomenik, posvećen Radi Končaru i drugovima strijeljanima 22. svibnja 1942. (Zdenko Kolacio)
- Spomen-ploča na mjestu gdje su fašisti strijeljali Radu Končara
- Spomen-ploče s imenima strijeljanih od 1941. do 1943.

## Vanjske poveznice
- Tportal.hr: Spomen park Šubićevac čeka bolje dane
- Slobodnadalmacija.hr: U spomen-parku na Šubićevcu obilježena 69. godišnjica strijeljanja Rade Končara i drugova, 20. V 2011.